# CQFD (modèle)
Pour les articles homonymes, voir CQFD.
CQFD est un sigle de Coûts, Qualités, Fonctionnalités, Délais, représentant un modèle de gestion de projet informatique.